# كوهين العطار
كوهين العطار هو أبو المنى داود بن أبي النصر. نباتي وصيدلي مصري يهودي، عاش في القرن 13 الميلادي.
اشتهر بكتابه (منهاج العطار) الذي قصد به أن يكون أشمل من كتاب ابن أبي البيان في هذا الموضوع، والذي حل عند صيادلة مصر وعطاريها وفي مستشفيات مصر والشام محل الكتاب الأخير.
وقد الحق المؤلف بكتابه ملحقا أبجديا بالأدوية المفردة، واستمر كتاب العطار المرجع الأول عند العطارين العرب حتى السنوات الأخيرة من القرن التاسع عشر الميلادي.